# Melanolophia spatiosata
Melanolophia spatiosata là một loài bướm đêm trong họ Geometridae.